# Das Jahr magischen Denkens

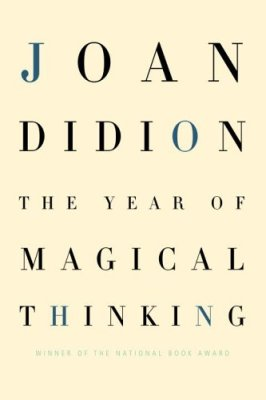
The Year of Magical Thinking (2005)

Das Jahr magischen Denkens (englisch: The Year of Magical Thinking) ist ein autobiografisches Buch der amerikanischen Schriftstellerin Joan Didion. Didion beschreibt den plötzlichen Tod ihres Mannes John Dunne und die lebensbedrohliche Krankheit ihrer Tochter Quintana sowie ihre Trauer, ihre Gedanken und Empfindungen in der Folgezeit. Verknüpft mit den persönlichen Erlebnissen werden allgemeine Betrachtungen über den Umgang der Menschen mit Trauer und Tod.
Das Jahr magischen Denkens erschien erstmals im Oktober 2005 beim amerikanischen Verlag Alfred A. Knopf, Inc., die deutsche Übersetzung von Antje Rávic Strubel im September 2006 beim Claassen-Verlag. Das Buch wurde in den USA zum Bestseller, gewann den National Book Award und erhielt sowohl in den amerikanischen wie den deutschsprachigen Feuilletons sehr positive Rezensionen. Im Jahr 2007 adaptierte Didion das Buch als Theaterstück.

## Inhalt
Am 25. Dezember 2003 wird Joan Didions und John Dunnes Adoptivtochter Quintana Roo Dunne Michael auf die Intensivstation eines New Yorker Krankenhauses eingeliefert. Die Siebenunddreißigjährige hatte in dem Jahr den Musiker Gerry Michael geheiratet. Die Symptome einer Grippe weiten sich zu einer Lungenentzündung und einem septischen Schock aus. Am 30. Dezember 2003, zurückgekehrt von einem Besuch der kranken Tochter, erleidet Didions Mann John Dunne während der Vorbereitung des Abendessens einen Herzinfarkt und stirbt.
Joan Didion beschreibt ihre folgenden Wochen und Monate: die Leere in ihrer Wohnung nach dem Fehlen des Partners eines 40-jährigen gemeinsamen Lebens, ihre Einbildung, sie hätte ihren Mann retten müssen, ihr Versuch, mit magischem Denken gegen die Realitäten anzukämpfen, indem sie alles so belässt, dass für den Toten eine jederzeitige Rückkehr möglich bleibt. Immer wieder werden gemeinsame Erlebnisse und zusammen besuchte Örtlichkeiten zu Erinnerungsfallen, die die Vergangenheit aufbrechen lassen. Immer wieder stellt sich auch die Frage, ob andere Entscheidungen das Leben hätten anders verlaufen lassen.
Didion spiegelt ihr eigenes Erleben in medizinischen und psychoanalytischen Fachbüchern, in der Kulturgeschichte und der Literatur. Während sie beklagt, wie wenig Platz für Trauer und Trauernde in der modernen Welt des 21. Jahrhunderts bleibt, fühlt sie sich in den einfachen und geradlinigen Ratschlägen eines Benimmbuchs aus den 1920er Jahren verstanden und aufgehoben.
Neben dem Verlust des Ehemannes füllt der Kampf um die schwer kranke Tochter ihre folgenden Wochen und Monate aus. Didion eignet sich medizinische Fachkenntnisse an, um die Behandlung ihrer Tochter mitbestimmen zu können, und erfährt gleichzeitig, wie geschickt sie dabei taktieren muss, um die zuständigen Ärzte nicht zu brüskieren. Mehrmals muss Didion ihrer Tochter die Todesnachricht des Mannes überbringen, weil Quintanas Erinnerung immer wieder aussetzt. Erst nach der Entlassung der Tochter aus dem Krankenhaus wird die Trauerzeremonie für Dunne nachgeholt.
Am Ende gelingt es Didion, sich von der Trauer um den verstorbenen Mann zu lösen. Sie begreift, dass keine ihrer Taten den chronisch Herzkranken hätte retten können, keine ihrer Unterlassungen schuld an seinem Tod ist. Sie fühlt, dass sie den Toten loslassen muss, um selbst weiterzuleben. Am 31. Dezember 2004 blickt Didion zum ersten Mal auf ein ganzes Jahr zurück, an dem sie keinen einzigen Tag gemeinsam mit ihrem Mann verbracht hat.

## Stil
Laut Robert Pinsky ist Joan Didions Buch mit einem großen Gespür von Timing geschrieben, das sich im Aufbau der Szenen wie der einzelnen Sätze niederschlägt. Ihr Stil sei gleichzeitig skrupellos und akribisch genau, frei von Banalitäten und immer wieder voll trockenen Humors. Sie vermeide jeden Prunk und verwende nur wenig Adjektive. Die zurückgenommene Sprache offenbare ihre Emotionen, die innere Erstarrung des Schocks durch stilistische Wiederholungen und genaue Beobachtungen.
Dabei erkannte Pinsky mehrere Sprachebenen, die das Buch durchziehen: die innere Stimme des „magischen Denkens“, die aus der Verzweiflung der Erzählerin in eine Welt der Omen und Rituale flieht; eine äußere Stimme der Gesellschaft, die die Trauernde in Konventionen pressen und ihren gewohnten Ablauf nicht stören lassen will; schließlich der medizinische Jargon und die Geheimsprache der Krankenhäuser.

## Entstehungsgeschichte

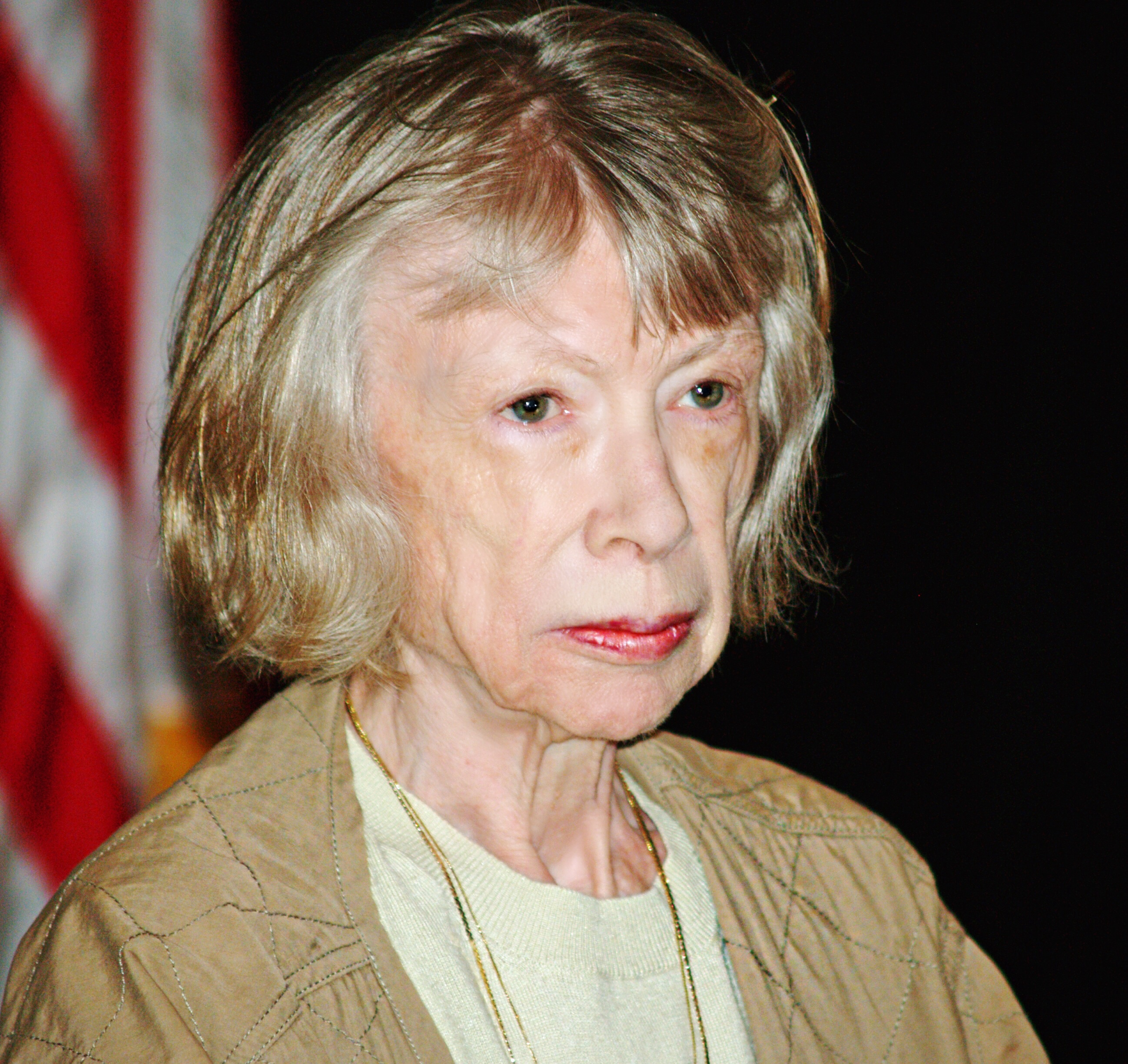
Joan Didion, 2008

Wenige Tage nach dem Tod ihres Mannes, im Januar 2004, schrieb Joan Didion einige wenige Sätze nieder, die Das Jahr magischen Denkens einleiten:
„Das Leben ändert sich schnell.

Das Leben ändert sich in einem Augenblick.

Man setzt sich zum Abendessen, und das Leben, das man kennt, hört auf.

Die Frage des Selbstmitleids.“
Danach schrieb Didion über Monate hinweg nichts mehr. Der Impuls zu dem Buch entstand, als sie am Krankenbett ihrer Tochter Quintana Notizen anfertigte. Erst beim Wiederlesen erkannte Didion, dass ihre Aufzeichnungen über rein praktische Notizen hinausgingen. Das eigentliche Buch schrieb sie in 88 Tagen nieder, vom 4. Oktober bis zum 31. Dezember 2004. Der Prozess des Schreibens half ihr bei der Verarbeitung der Trauer. Sie habe sich aus den Ereignissen „heraus schreiben“ müssen. Dinge niederzuschreiben sei für sie der einzige Weg, sie zu verstehen. Dabei entfernte sie sich von ihrem üblichen Stil: „Ich wollte es wirklich roh… Ich wollte es nicht so verschleiert, wie mein Stil in der Regel ist.“
Nach der Fertigstellung des Buches starb Didions Tochter Quintana am 26. August 2005 an einer akuten Bauchspeicheldrüsenentzündung. Joan Didion veränderte das Manuskript des Buches nicht mehr. Gegenüber der Presse verkündete sie: „Es ist beendet.“ The Year of Magical Thinking erschien am 4. Oktober 2005, ein Jahr nachdem Didion mit der Arbeit am Buch begonnen hatte.

## Rezeption
The Year of Magical Thinking wurde in den Vereinigten Staaten zum Bestseller. Das Buch verkaufte sich allein im ersten Jahr über 600.000 mal. Es gewann im Jahr 2005 den National Book Award in der Kategorie Nonfiction und gehörte zu den Finalisten des National Book Critics Circle Awards in der Kategorie Autobiography sowie des Pulitzer-Preises in der Kategorie Biography/Autobiography. Sowohl in den amerikanischen wie den deutschsprachigen Feuilletons wurde es sehr positiv besprochen.
So wertete Michiko Kakutani in der New York Times: „Es ist ein zutiefst erschütterndes Buch, das dem Leser ein unauslöschliches Porträt von Verlust, Trauer und Leid bietet, festgehalten bis ins kleinste Detail mit dem unerschütterlichen, journalistischen Blick der Autorin.“ Jonathan Yardley sprach in der Washington Post von einem „Werk von überragender Klarheit und Ehrlichkeit.“ John Leonard gestand in The New York Review of Books: „Ich kann mir kein Buch vorstellen, das wir dringlicher bräuchten als ihres […] Ich kann mir nicht vorstellen, ohne dieses Buch zu sterben.“ Beinahe alle Rezensionen bezogen den Tod von Didions Tochter in die Besprechung mit ein, und Claire Messud bekannte in LA Weekly: „Es ist beinahe unmöglich, über dieses Buch zu schreiben – ganz besonders jetzt.“ Nur wenige Kritiker schlossen sich allerdings dem skeptischen Urteil Adam Begleys über Didion an: „Gefangen im Strudel oder darum kämpfend, ihm zu entkommen, ist sie nicht in der Lage, an den Leser zu denken. Es ist einfach zu früh.“
Andrew O’Hehir führte das Medien-Ereignis, das Didions Buch auslöste, zurück auf die Besessenheit der amerikanischen Gesellschaft von „wahren Geschichten“ als Ausgleich für die eigene Erlebnisarmut. Zudem beschreibe Didion ein Schicksal, das allen Lesern bevorstehe. Er deutete Didions Familientragödie auch als Signal des Machtverlustes der Generation der Baby-Boomer. Wenn genau jene Frau, deren Aufgabe es gewesen sei, der Öffentlichkeit durch ihre Werke die amerikanische Gesellschaft und Kultur zu erklären, den Zusammenbruch ihres privaten Kosmos hinnehmen müsse, eröffne sich in der Welt ein erkenntnistheoretischer Riss.
Auf Basis des Buches verfasste Joan Didion eine Theateradaption, die am 29. März 2007 am Broadway uraufgeführt wurde. Unter der Regie von David Hare spielte Vanessa Redgrave die einzige Rolle des Einpersonenstücks. Der Tod von Didions Tochter Quintana wurde in einem abschließenden Kapitel in das Stück aufgenommen. Diese Inszenierung wurde auch in Europa aufgeführt, so vom 11. bis 13. August 2008 bei den Salzburger Festspielen. Die europäische Erstaufführung hatte zuvor am 17. Januar 2008 im Hamburger Ernst-Deutsch-Theater stattgefunden. In der deutschsprachigen Fassung spielte Daniela Ziegler die Solorolle, Regie führte Boris von Poser.

## Ausgaben
- Joan Didion: The Year of Magical Thinking. Knopf, New York 2005, ISBN 1-4000-4314-X.
- Joan Didion: Das Jahr magischen Denkens. Claassen, Berlin 2006, ISBN 3-546-00405-1.

## Sekundärliteratur
- Jeffrey Berman: Companionship in Grief: Love and Loss in the Memoirs of C.S. Lewis, John Bayley, Donald Hall, Joan Didion, and Calvin Trillin. University of Massachusetts Press, Amherst MA 2010. ISBN 9781558498044
- Marta Bladek: “A Place None of Us Know Until We Reach It”: Mapping Grief and Memory in Joan Didion’s The Year of Magical Thinking. In: Biography 37:4, 2014, S. 935–952.
- Ethan Campbell: An "Eye on the Sparrow?" Joan Didion and C. S. Lewis Read the Prayer Book. In: Christianity And Literature 59:3, 2010. S. 411–435.
- F. Brennan und M. Dash: The Year of Magical Thinking: Joan Didion and the Dialectic of Grief. In: Medical Humanities 34:1, 2008. S. 35–39.
- Sandra M. Gilbert: The Year of Magical Thinking (Review). In: Literature and Medicine 25:2, 2006. S. 553–557.
- Frank Kelleter: Die Kunst am Ende: Joan Didions Bücher über das Sterben. In: Merkur: Deutsche Zeitschrift für Europäisches Denken 757, Juni 2012, S. 542–549.
- Peter D. Kramer: The Anatomy of Grief. In: slate, 17. Oktober 2005.
- John Leonard: The Black Album. In: The New York Review of Books, 20. Oktober 2005.
- Roger Luckhurst: Reflections on Joan Didion's The Year of Magical Thinking. In: New Formations 67, 2009. S. 91–100.
- James Phelan: Rhetoric, Ethics, Aesthetics, and Probability in Fiction and Nonfiction: Pride and Prejudice and The Year of Magical Thinking (PDF; 60 kB). In: Reception 2, 2010. S. 1–21.
- James Phelan: The Implied Author, Deficient Narration, and Nonfiction Narrative; Or, What's Off-kilter in The Year of Magical Thinking and The Diving Bell and the Butterfly? In: Style 45:1, 2011. S. 119–37.
- Floyd Skloot: Turning to Memoir. In: Virginia Quarterly Review 82:3, 2006. S. 253–62.
- Judith Wilt: Unending: Acts of Retrieval in Pearl, Gilead, and The Year of Magical Thinking. In: Literature and Belief 31:1, 2011. S. 1–21.